# Wichmann Ier
Wichmann Ier, dit l'Ancien (aussi appelé Wigmann ou Wichman), né vers 900 et mort le 23 avril 944, était un noble saxon, membre de la dynastie des Billung.

## Biographie
L'origine de la famille Billung est restée méconnue et diverses conjectures ont pu être formulées. L'obituaire de l'église collégiale Saint-Michel à Lunebourg (XIIIe siècle) suggère une filiation de Wichmann avec un comte en Ostphalie nommé Billing. Il a deux frères cadets, Amelung (mort en 962), évêque de Verden, et Hermann (mort en 973), duc de Saxe.

## Mariage et descendance
Wichmann a pu accroître sensiblement son prestige en se mariant à Frédérune (ou Bia), une fille du comte Théodoric de Ringelheim et sœur de la reine Mathilde. Ils eurent quatre enfants :
- Wichman II (mort en 967), dit le Jeune, comte en Saxe ;
- Bruno, évêque de Verden ;
- Egbert le Borgne (mort en 994), comte en Saxe ;
- Hedwige (ou Hathui, morte en 1014), épousa Siegfried, fils du margrave Gero, fut abbesse de Gernrode.

Beau-frère d'Henri l'Oiseleur, roi de Francie orientale, Wichmann était allié par mariage à la dynastie des Ludolphides (Ottoniens) et comptait parmi les comtes les plus puissants en Saxe. Pourtant, ou peut être pour cette raison, le nouveau roi Otton Ier, fils d'Henri, a décidé en 936 de ne pas le nommer procurator regis et de promouvoir son frère cadet Hermann. Il en est né une haine profondément ; selon les Annales de Quedlinbourg, toutefois, Wichmann se réconcilia avec Otton en 939.